# Philip Goldberg
Philip Seth Goldberg (né le 1er août 1956) est un diplomate américain et fonctionnaire du gouvernement qui occupe actuellement le poste d'ambassadeur américain en Corée du Sud.
Il a précédemment été ambassadeur aux Philippines et en Bolivie et chef de la mission américaine au Kosovo administré par l'ONU. Il a servi à Washington en tant que secrétaire d'État assistant pour le renseignement et à la recherche. De juin 2009 à juin 2010, il a été coordinateur de la mise en œuvre de la résolution 1874 du CSNU (sanctions) sur la Corée du Nord. Il a également été chargé d'affaires par intérim auprès des ambassades américaines au Chili et à Cuba. Goldberg détient le grade d'ambassadeur de carrière, le rang le plus élevé du service extérieur des États-Unis.

## Biographie
Goldberg est originaire de Boston, Massachusetts, et est diplômé de the Rivers School et de l'Université de Boston. Avant de rejoindre le service extérieur, Goldberg, qui parle espagnol, a travaillé comme agent de liaison entre le gouvernement de la ville de New York et les Nations Unies et la communauté consulaire.

## Nominations au département d'État

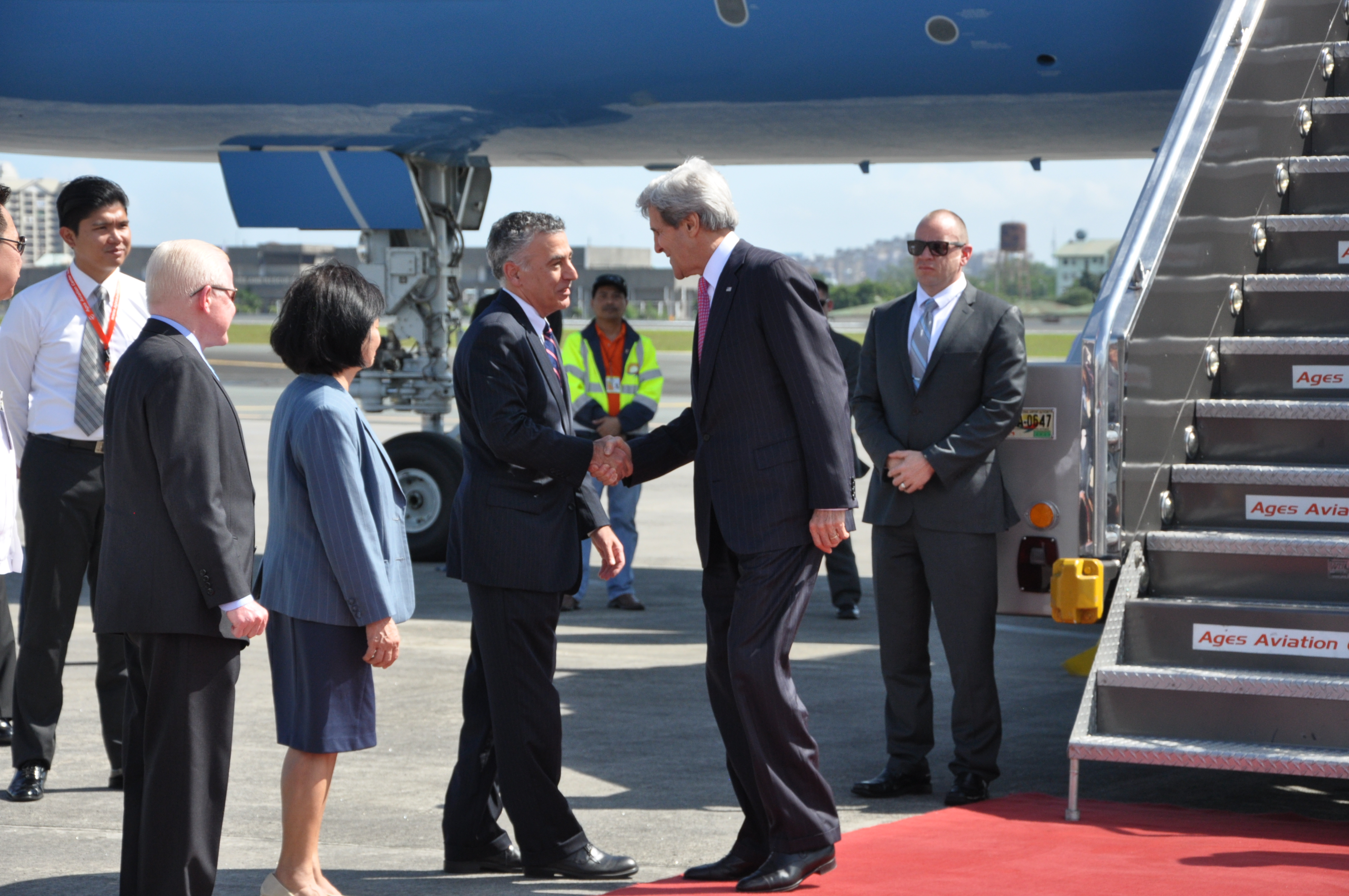
L'ambassadeur américain aux Philippines Philip S. Goldberg accueille le secrétaire d'État américain John Kerry à Manille, aux Philippines, pour sa visite de deux jours le 17 décembre 2013.

Goldberg a servi à l'étranger en tant qu'officier consulaire et politique à l'ambassade des États-Unis à Bogota, en Colombie, et agent politico-économique à Pretoria, en Afrique du Sud. De 1994 à 1996, Goldberg a été chargé de mission du département d'État pour la Bosnie et assistant spécial de l'ambassadeur Richard Holbrooke. En tant qu'assistant spécial de l'ambassadeur Holbrooke, Goldberg était membre de l'équipe de négociation américaine en préparation des accords de paix de Dayton et chef de cabinet de la délégation américaine à Dayton. De 1996 à 1998, Goldberg a été assistant spécial du secrétaire d'État adjoint. De 1998 à 2000, il a été adjoint exécutif (1998-2000) du secrétaire d'État adjoint Strobe Talbott. En 2001, Goldberg a été membre senior de l'équipe du département d'État chargée de la transition entre les administrations Clinton et Bush. En 2000, Goldberg est retourné en service temporaire en Colombie pour servir de premier coordonnateur de la contribution américaine au Plan Colombie. De janvier 2001 à juin 2001, Goldberg a été assistant du secrétaire d'État adjoint par intérim aux affaires législatives. De 2001 à 2004, il a été chargé d’affaires, par intérim, puis chef de mission adjoint au Chili.
Ambassadeur en Bolivie, il est déclaré en 2008 persona non grata par le gouvernement bolivien à la suite des troubles sécessionnistes impliquant des organisations d'opposition avec lesquelles le diplomate entretenait des contacts étroits.
En 2018, Goldberg a été chargé d'affaires par intérim à l'ambassade des États-Unis à Cuba. Il a reçu de nombreux honneurs pour son travail, notamment les prix présidentiels de rang distingué et méritoire, le prix d'honneur distingué du département d'État et le médaillon du sceau d'argent de la communauté américaine du renseignement.
Le 6 mai 2019, le président Donald Trump a nommé Goldberg ambassadeur des États-Unis en Colombie. Le 1er août 2019, le Sénat a confirmé sa nomination par vote vocal. Il a présenté ses lettres d'accréditation au président Iván Duque Márquez le 19 septembre 2019.
Le 11 février 2022, le président Joe Biden a annoncé son intention de nommer Goldberg comme prochain ambassadeur des États-Unis en Corée du Sud. Le 14 février 2022, sa nomination est envoyée au Sénat. Sa nomination est confirmée le 5 mai 2022 par le Sénat par vote vocal. Il présente ses lettres d'accréditation au ministre des Affaires étrangères Park Jin le 12 juillet 2022.

## Voir également
- Ambassadeurs des États-Unis